# François Rempnoux
François Rempnoux, né à Chabanais (Charente), est un auteur français de langue occitane du XVIIe siècle.

## Biographie
François Rempnoux occupe un office de justice à Chabanais. Il a peut-être été protégé par Adrien de Monluc, prince de Chabanais.

## Œuvre
Rempnoux est l'auteur d'une pastorale à trois personnages, Les Amours de Colin et Alyson. Colin, jeune noble qui a quitté Paris et s'est retiré à la campagne, est amoureux de la belle Alyson, fille d'un paysan aisé.